# Chi1 Hydrae
Chi1 Hydrae (χ1 Hydrae, förkortat Chi1 Hya, χ1 Hya)  är en dubbelstjärna belägen i den mellersta delen av stjärnbilden Vattenormen. Den hade ursprungligen Flamsteedbeteckningen 9 Crateris innan den placerades i stjärnbilden Vattenormen. Den har en skenbar magnitud på 4,94 och är synlig för blotta ögat där ljusföroreningar ej förekommer. Baserat på parallaxmätning inom Hipparcosuppdraget på ca 23,1 mas, beräknas den befinna sig på ett avstånd på ca 141 ljusår (ca 43 parsek) från solen.

## Egenskaper
Primärstjärnan Chi1 Hydrae A är en gul till vit stjärna i huvudserien av spektralklass F4 V. Den har en beräknad massa som är ca 1,9 gånger större än solens massa, en radie som är ca 2,9 gånger större än solens och utsänder från dess fotosfär ca 17 gånger mera energi än solen vid en effektiv temperatur av ca 6 900 K.
Följeslagaren Chi1 Hydrae B är en stjärna av spektralklass F7 V med en till synes lika stor massa som primärstjärnan eller ca 1,9 gånger så stor som solens massa. Paret cirklar kring varandra med en omloppsperiod på 7,55 år med en excentricitet på 0,35.